# Brienzi-tó
A Brienzi-tó (németül:Brienzersee) a berni kantonban fekszik, Svájc északi részén.
Hosszúsága 14 km, szélessége 2,8 km, és átlagos mélysége 173 méter. A tengerszinttől számított 560 méter magasan fekszik. Két folyó táplálja: az Aare, és a Lütschine. A tó kifolyása  szintén az Aare folyó.
A tó fő vízgyűjtő területe a Finsteraarhorn (4274 m).
A tó, a mellette fekvő Brienz nevű településről kapta a nevét. A tónak egy Bödeli nevű csatornán keresztül összeköttetése van a Thuni-tóval.
A tó mellett több kisebb falu található: Iseltwald, Ringgenberg, Niederried and Oberried
1839 óta személyszállító hajók is közlekednek a tavon. A hajókkal elérhető Interlaken keleti vasútállomása, továbbá Giessbachbahn nevű siklóvasút, mely felvisz a híres Giessbach vízeséshez.
A tó nem túl gazdag tápanyagban, ennek ellenére évente közel 10 tonna halat halásznak ki.